# الیزابت جیمز پری
الیزابت جیمز-پری (متولد ۱۹۷۳) هنرمند و بوم‌شناس ترمیمی آمریکایی‌های بومی در ایالات متحده است. او از شهروندان قبیله وامپانوآگ گی‌هد است و پس از یادگیری هنر اسکریم‌شا از مادرش و لباس‌های وامپانوآگ در سفر به اروپا، این سنت بومی را ادامه داد. او مرواریدهای وامپوم و پارچه‌های وامپانوآگ می‌سازد و در سال ۲۰۲۳ همکار میراث ملی شد.

## دوران کودکی و خانواده
الیزابت جیمز-پری در سال ۱۹۷۳ به دنیا آمد. او پس از آموختن این هنر از مادرش، پاتریشیا جیمز-پری (وامپانوآگ آکینا، متولد ۱۹۴۴)، که در زمینه اسکریم‌شا تخصص دارد، شروع به مطالعه کرد. در طول سفر به اروپا، او دربارهٔ باور اشتباه مهاجران که نقوش روی لباس‌های وامپانوآگ را «چرم با دانتل ظریف» می‌دانستند، آگاهی یافت. آگاهی تازه‌ای که از هنرمندان گذشته وامپانوآگ پیدا کرد، او را ترغیب به حفظ دانش سنتی کرد.
جیمز-پری از شهروندان قبیله وامپانوآگ گی‌هد است، که یک قبیله شناخته‌شده فدرال با مرکزیت در آکینا، ماساچوست می‌باشد. از مارس ۲۰۲۳، جیمز-پری در دارتموث، ماساچوست زندگی می‌کند. علاوه بر مادرش، برادرش جاناتان نیز هنرمند اسکریم‌شا است و دیگر تأثیرات شامل دخترعمه‌هایش هلن آتاکوین (معلم بافندگی سبدش) و نانپاشموت تونی پولارد، هر دو هنرمند، و معلم سفال‌سازی کویل‌شده‌اش رامونا پیترز می‌باشد.

## حرفه هنری
جیمز-پری به عنوان هنرمند، در زمینه وامپوم، رنگ‌آمیزی طبیعی و هنر پارچه تخصص دارد. او مرواریدهای وامپوم را به‌طور دستی حکاکی و صیقل می‌دهد زیرا می‌خواهد پوشندگان آن‌ها «احساس درگیر بودن در داستان اثر» را تجربه کنند و از این طریق از فرهنگ آمریکایی‌های بومی حمایت کند. آلیسون هیل کارهای او را «بسیار زیبا و با دقت دست‌ساز» توصیف کرد و همچنین گفت که این آثار شامل «پژوهش تاریخی و دانش خانوادگی… برای بازتاب اهمیت عمیق فرهنگی و تاریخی» است.
موزه شکار نهنگ نیو بدفورد نمایشگاهی با عنوان «امواج: از دریچه وامپانوآگ» (۲۰۲۰–۲۱) برگزار کرد که آثار وامپوم و اسکریم‌شای جیمز-پری را به نمایش گذاشت تا استمرار فرهنگی وامپانوآگ را برجسته کند. در سال ۲۰۲۱، جیمز-پری بر روی «جامعه درخشان» کار کرد، یکی از دو نصب در «باغی برای بوستون»، که همکاری او با اکوا هولمز خارج از موزه هنرهای زیبا، بوستون بود. پیج کرتیس «جامعه درخشان» را که در آن مجسمه سایروس ادوین دالین تحت عنوان «Appeal to the Great Spirit» با ذرت، لوبیا و علف مرداب احاطه شده است، به عنوان «پیشنهادی مخالف برای [مجسمه]» توصیف کرد و افزود که این اثر زیبایی یک جامعه همسایه که اکنون با گنجایش گسترده روبه‌رو است را می‌نمایاند. او همچنین از سال ۲۰۲۱ تا ۲۰۲۲ به عنوان هنرمند مقیم و معلم در دانشگاه آمهرست فعالیت کرد.
در سپتامبر ۲۰۲۳، او دو نمایشگاه انفرادی آغاز کرد: «دو پیکان» در دانشگاه تافتس و «نفوذ» در موزه هنر مید.

## بوم‌شناسی و حفظ قبیله
جیمز-پری مدرک علوم دریایی از دانشگاه ماساچوست دارتموث دارد و همچنین در پروژه‌های ترمیم بوم‌شناسی فعالیت می‌کند، از جمله بازگرداندن گیاهان بومی و مشارکت در فرآیندهای مشاوره‌ای. او پیشتر به عنوان افسر حفظ قبیله فعالیت کرده بود، تجربه‌ای که باعث شد «قدردانی عمیق‌تری از اراضی و آب‌های قبیله‌ای» پیدا کند.

## مجموعه‌ها
آثار هنری او در مجموعه‌های دائمی موزه هنر مونتکلیر، موزه هنرهای زیبا، بوستون، موزه پیبادی اسکس، موزه تروپن و موزه والراف–ریچارتس نگهداری می‌شود.

## جوایز و افتخارات
در فوریه ۲۰۲۳، جیمز-پری به عنوان یکی از هشت همکاران میراث ملی ۲۰۲۳ اعلام شد. او اولین فرد وامپانوآگ بود که به عنوان یک همکار انتخاب شد. او گفت که وضعیت همکار بودنش باعث افزایش دید گسترده‌تری از هنرهای تجسمی مردمان بومی قاره آمریکا در شمال‌شرقی ایالات متحده خواهد شد. در آگوست ۲۰۲۳، او در بازار هنری سرخپوستان سانتافه شرکت کرد.
- ۲۰۱۰ - جایزه اول در بخش نساجی بازار هنری موزه هرد[۱۳]
- ۲۰۱۴ - هنرمند همکار شورای فرهنگی ایالت ماساچوست[۱۳]
- ۲۰۲۳ - همکار میراث ملی[۱۱]
- کمک هزینه بنیاد هنرهای نیوانگلند[۱۳]
- کارآموزی هنرهای سنتی جنوب نیوانگلند[۱۳]